# Pedicularis lasiostachys
Pedicularis lasiostachys är en snyltrotsväxtart som beskrevs av Aleksandr Andrejevitj Bunge. Pedicularis lasiostachys ingår i släktet spiror, och familjen snyltrotsväxter. Inga underarter finns listade i Catalogue of Life.